# Familia Zaragoza
Familia Zaragoza é uma telenovela filipina produzida e exibida pela ABS-CBN, cuja transmissão ocorreu em 1996.

## Elenco
- Gloria Romero - Doña Amparo Zaragoza
- Jaclyn Jose - Ester Lagrimas
- Julio Diaz - Lorenzo Lagrimas
- Janice de Belen - Lupe